# Danh sách chương truyện Naruto (Phần II, tập 28–48)
Dưới đây là phần hai của danh sách chương của bộ manga Naruto, Phần II, tập 28–48.

## Danh sách tập truyện
| 1. "Naruto về làng!!" (ナルトの帰郷!! "Naruto no kikyō!!") 2. "Tiến bộ của cả hai!!" (二人の成長!! "Futari no seichō!!") 3. "Những kẻ xâm nhập làng Cát" (砂への侵入者たち "Suna e no shinnyūsha-tachi") 4. "Cát đón đầu...!!" (迎えうつ砂...!! "Mukaeutsu suna...!!") 5. "Trong cương vị Kazekage...!!" (風影として...!! "Kazekage to shite...!!") 6. "Nhiệm vụ đầu tiên của đội mới!!" (新チーム、初任務!! "Shin chīmu, hatsu ninmu!!") 7. "Đến làng Cát...!!" (砂へ...!! "Suna e...!!") 8. "Không thể ngồi yên...!!" (想い、駆ける...!! "Omoi, kakeru...!!") 9. "Tăng cường chi viện...!!" (頼れる加勢...!! "Tayoreru kasei...!!") |

| 1. "Tâm trạng người anh...!!" (兄弟...!! "Kyōdai...!!") 2. "Tiếp cận...!!" (接近...!! "Sekkin...!!") 3. "Những kẻ ngáng đường!!" (立ちはだかる者たち!! "Tachi wa dakaru mono-tachi!!") 4. "Kinh nghiệm của Kakashi" (カカシの経験値 "Kakashi no keiken atai") 5. "Guy VS. Kisame!!" (ガイVS鬼鮫!! "Gai VS Kisame") 6. "Sức mạnh của Itachi...!!" (イタチの力...!! "Itachi no chikara...!!") 7. "Kakashi VS. Itachi!!" (カカシVSイタチ!!) 8. "Nhân trụ lực...!!" (人柱力...!! "Jinchūriki...!!") 9. "Suy ngẫm...!!" (駆ける思い...!! "Kakeru omoi...!!") |

| 1. "Cơn phẫn nộ...!!" (大声で怒れ...!! "Ōgoe de ikare...!!") 2. "Nghệ thuật của Sasori...!!" (サソリの芸術...!! "Sasori no geijutsu...!!") 3. "Bà Chiyo và Sakura" (チヨバアとサクラ "Chiyo-bā to Sakura") 4. "Sasori lộ diện...!!" (サソリ、現る...!! "Sasori, arawaru...!!") 5. "Quyết tâm mạnh mẽ...!!" (激しき決意...!! "Hageshiki ketsui...!!") 6. "Kẻ dùng rối VS. kẻ dùng rối!!" (傀儡師VS傀儡師!! "Kugutsushi VS kugutsushi") 7. "Việc có thể làm...!!" (出来ること...!! "Dekiru koto...!!") 8. "Tính sai...!!" (誤算...!! "Gosan...!!") 9. "Năng lực chưa biết...!!" (未知の能力...!! "Michi no chikara...!!") |

| 1. "Bà Chiyo VS. Sasori...!!" (チヨバアVSサソリ...!! "Chiyo-bā VS Sasori...!!") 2. "Trận đấu cuối cùng!!" (ラストバトル!! "Rasuto batoru!!") 3. "Giấc mơ không đạt được" (叶わぬ夢 "Kanawanu yume") 4. "Phần thưởng...!!" (褒美...!! "Hōbi...!!") 5. "Sharingan mới!!" (新しい写輪眼!! "Atarashī Sharingan!!") 6. "Nghệ thuật tối thượng...!!" (究極の芸術!! "Kyūkyōku no geijūtsu!!") 7. "Cái chết của Gaara" (我愛羅の死 "Gaara no shi") 8. "Sức mạnh kì lạ...!!" (不思議な力...!! "Fushigi na chikara...!!") 9. "Tâm niệm gửi gắm!!" (託された想い!! "Takusareta omoi!!") |

| 1. "Hướng tới Sasuke!!" (サスケへの道!! "Sasuke e no michi!!") 2. "Đội Kakashi trở về" (カカシ班帰還 "Kakashi han kikan") 3. "Tìm thành viên!!" (メンバー探し!! "Menbā sagashi!!") 4. "Đồng đội mới!!" (新しい仲間...!! "Atarashī nakama...!!") 5. "Anbu gốc" ("根"の者!! ""Ne" no mono!!") 6. "Naruto & Sasuke & Sakura" (ナルトとサスケとサクラ "Naruto to Sasuke to Sakura") 7. "Vô đề" (無題 "Mudai") 8. "Tình cảm không hiểu được" (分からない感情 "Wakaranai kanjō") 9. "Gián điệp của Akatsuki!!" ("暁"のスパイ!! ""Akatsuki" no supai!!") |

| 1. "Hạ màn phản bội!!" (裏切りの結末!! "Uragiri no ketsumatsu!!") 2. "Châm ngòi thịnh nộ!!" (怒りの引き金!! "Ikari no hikigane!!") 3. "Đuôi thứ 3...!!" (三本目...!! "Sanhonme...!!") 4. "Bộc phát...!! (暴走...!!" "Bōsō...!!") 5. "Đuôi thứ 4...!!" (四本目...!! "Yonhonme...!!") 6. "Cửu vĩ...!!" (九尾へ...!! "Kyūbi e...!!") 7. "Kết cục buồn thảm" (悲しき決着 "Kanashiki kecchaku") 8. "Nhiệm vụ của Sai!!" (サイの任務!! "Sai no ninmu!!") 9. "Nhiệm vụ tuyệt mật...!!" (極秘任務...!! "Gokuhi ninmu...!!") 10. "Sức mạnh đích thực...!!" (強さの源...!! "Tsuyosa no minamoto...!!") |

| 1. "Tập tranh của Sai!!" (サイの絵本...!! "Sai no ehon...!!") 2. "Sai & Sasuke!!" (サイとサスケ!! "Sai to Sasuke!!") 3. "Đột nhập...!!" (潜入...!! "Sennyū...!!") 4. "Sai phản bội!!" (サイの裏切り!! "Sai no uragiri!!") 5. "Đằng sau sự phản bội!!" (裏切りの裏側!! "Uragiri no uragawa!!") 6. "Mối quan hệ với cậu" (キミとのつながり "Kimi to no tsunagari") 7. "Khoảnh khắc gặp lại...!!" (再会の時...!! "Saikai no toki...!!") 8. "Tùy hứng...!!" (気まぐれ...!! "Kimagure...!!") 9. "Sức mạnh của Sasuke!!" (サスケの力!! "Sasuke no chikara!!") 10. "Đối thoại với cửu vĩ!!" (九尾との対話!! "Kyūbi to no taiwa!!") |

| 1. "Tiêu đề" (タイトル "Taitoru") 2. "Biệt danh" (あだ名 "Adana") 3. "Nguy hiểm cận kề!!" (忍び寄る脅威!! "Shinobiyoru kyōi!!") 4. "Cặp đôi mới!!" (新たなる二人組!! "Aratanaru futarigumi!!") 5. "Akatsuki đột kích...!!" ("暁"侵攻...!! ""Akatsuki" shinkō...!!") 6. "Huấn luyện đặc biết!!" (特別な修業!! "Tokubetsu na shugyō!!") 7. "Bắt đầu nâng cấp!!" (修行、始め!! "Shugyō, hajime!!") 8. "Ác mộng ập đến!!" (悪夢の始まり!! "Akumu no hajimari!!") 9. "Trái ngọt!!" (順調なる修業 "Junchō naru shugyō") 10. "Điều thúc đẩy" (つき動かすもの "Tsukiugokasumono") |

| 1. "Cái đầu đắt giá...!!" (賞金首...!! "Shōkin kubi...!!") 2. "Khéo miệng...!!" (口上手...!! "Kuchijōzu...!!") 3. "Không sao giết nổi" (あいつは殺せない "Aitsu wa korosenai") 4. "Thần linh trừng phạt!!" (神の裁き!! "Kami no sabaki!!") 5. "Phân tích của Shikamaru!!" (シカマルの分析!! "Shikamaru no bunseki!!") 6. "Làm gì còn "sau"...!" (後は無い...!! "Ato wa nai...!!") 7. "Đau đớn muốn nếm...!!" (望んだ痛み...!! "Nozonda itami...!!") 8. "Trong tuyệt vọng..." (絶望の中に... "Zetsubō no naka ni...") 9. "Đội 10" (第十班 "Daijippan") 10. "Mục đích đó...!!" (その目的...!! "Sono mokuteki...!!") |

| 1. "Tin buồn...!!" (悲しき報せ...!! "Kanashiki shirase...!!") 2. "Đội 10 lên đường...!!" (第十班が行く...!! "Daijippan ga iku...!!") 3. "Trận đấu của Shikamaru!!" (シカマルの戦い!! "Shikamaru no tatakai!!") 4. "Tương sinh...!!" (相性...!! "Aishō...!!") 5. "Biến dạng hắc ám...!!" (黒き変貌...!! "Kuroki henbō...!!") 6. "Bí mật kinh khủng!!" (恐るべき秘密!! "Osorubeki himitsu!!") 7. "Lật ngược tình thế...!!" (一転、窮地...!! "Itten, kyūchi...!!") 8. "Tài của Shikamaru!!" (シカマルの才!! "Shikamaru no sai!!") 9. "Nguyền rủa một ai đó" (人を呪わば... "Hito o norowaba...") 10. "Thuật mới...!!" (新術...!! "Shin jutsu....!!") |

| 1. "Cây cầu mạo hiểm" (危ない橋 "Abunai hashi") 2. "Thành quả luyện tập...!!" (修業の成果...!! "Shugyō no seika...!!") 3. "Quân Vua...!!" (玉...!! "Gyoku...!!") 4. "Thẳng tay..." (非情に... "Hijō ni...") 5. "Rắn và..." (蛇と... "Hebi to...") 6. "Nghi thức...!!" (儀式...!! "Gishiki...!!") 7. "Bí mật của thuật mới!!" (新術の秘密!! "Shin jutsu no himitsu!!") 8. "Tiện đường!!" (寄り道!! "Yorimichi!!") 9. "Người tiếp theo!!" (次なる一人!! "Tsugi naru hitori!!") 10. "Sào huyệt phía Bắc" (北のアジトにて "Kita no ajito nite") |

| 1. "Tin giật gân...!!" (衝撃の報せ...!! "Shōgeki no shirase") 2. "Đối thoại của đàn ông!!" (男との対話!! "Otoko to no taiwa") 3. "Mục đích là...!!" (目的は...!! "Mokuteki wa...!!") 4. ""Akatsuki" tập hợp...!!" ("暁"集合...!! ""Akatsuki" shūgō...!!") 5. "Hành động" (動き出す者たち "Ugokidasumono-tachi") 6. "Bên nào...?!" (どっちへ...!? "Docchi e...!?") 7. "Đụng độ...!!" (衝突...!! "Shōtotsu...!!") 8. "Deidara VS. Sasuke!!" (デイダラVSサスケ!!) 9. "C2 dồn đến cùng!!" (追いつめるC2!! "Oitsumeru C2!!") 10. "Đôi mắt đó...!!" (その眼...!! "Sono me...!!") |

| 1. "C4 Karura" (C4カルラ "C4 Karura") 2. "Nhược điểm...!!" (弱点...!! "Jakuten...!!") 3. "Nghệ thuật tối thượng!!" (究極芸術!! "Kyūkyoku geijutsu!!") 4. "Cái chết của Sasuke...!!" (サスケの死...!! "Sasuke no shi...!!") 5. "Mục tiêu...!!" (狙いは...!! "Nerai wa...!!") 6. "Đuổi theo Itachi" (イタチを追え "Itachi o oe") 7. "Anh em" (兄弟 "Kyōdai") 8. "Itachi & Sasuke" (イタチとサスケ "Itachi to Sasuke") 9. "Thu thập thông tin" (情報収集 "Jōhōshūshū") 10. "Chuyện về Pain" (ペインについて "Pein ni tsuite") |

| 1. "Thấp thỏm" (胸騒ぎ "Munasawagi") 2. "Người quen cũ!!" (旧知...!! "Kyūchi...!!") 3. "Đất nước khóc than!!" (泣いている国!! "Naiteiru kuni!!") 4. "Một thời thầy và trò...!!" (師弟時代...!! "Shitei jidai...!!") 5. "Trở thành thần!!" (神への成長!! "Kami e no seichō!!") 6. "Nhị vị tiên nhân...!!" (二大仙人...!! "Ni Daisennin...!!") 7. "Đứa trẻ định mệnh!!" (予言の子!! "Yogen no ko!!") 8. "Cảnh giới tiên nhân!!" (仙人モード!! "Sennin mōdo!!") 9. "1 chọi 1...!!" (一対一...!! "Ittai'ichi!!") 10. "Lựa chọn của Jiraiya!!" (自来也の選択!! "Jiraiya no sentaku!!") |

| 1. "Diện mạo đó...!!" (その面影...!! "Sono omokage...!!") 2. "Chân tướng...!!" (その正体...!! "Sono shōtai...!!") 3. "Lựa chọn thực sự!!" (本当の選択!! "Hontō no sentaku!!") 4. "Chương cuối, và...!!" (最終章、そして...!! "Saishūshō, soshite...!!") 5. "Hai con đường..." (二つの道... "Futatsu no michi...") 6. "Bí mật của Mangekyo...!!" (万華鏡の秘密...!! "Mangekyō no himitsu...!!") 7. "Ánh sáng mới...!!" (新たな光...!! "Aratana hikari...!!") 8. "Hiện thực...!!" (現実...!! "Genjitsu...!!") 9. "Khác biệt sức mạnh...!!" (力の差...!! "Chikara no sa...!!") 10. "Dòng chảy của Sasuke!!" (サスケの流れ! "Sasuke no nagare!") |

| 1. "Thuật cuối cùng...!!" (最後の術...!! "Saigo no jutsu...!!") 2. "Dưới trời sấm sét...!!" (雷鳴と共に...!! "Raimei to tomo ni...!!") 3. "Susanoo...!!" (須佐能乎...!! "Susanō...!!") 4. "Mắt của ta...!!" (オレの眼...!! "Ore no me...!!") 5. "Chiến thắng của Sasuke" (サスケの勝利 "Sasuke no shōri") 6. "Tobi bí ẩn" (トビの謎 "Tobi no nazo") 7. "Tự giới thiệu" (自己紹介 "Jikoshōkai") 8. "Kẻ nắm rõ sự thật" (真実を知る者 "Shinjitsu o shiru mono") 9. "Khởi đầu của làng Lá" (木ノ葉のはじまり "Konoha no hajimari") 10. "Khởi đầu của tất cả!!" (すべての始まり!! "Subete no hajimari!!") 11. "Bên trong địa ngục" (地獄の中で "Jigoku no naka de") 12. "Ảo ảnh" (幻術 "Maboroshi") 13. "Lời cuối" (最後の言葉 "Saigo no kotoba") |

| 1. "Nước mắt" (涙 "Namida") 2. ""Taka" và "Akatsuki"" ("鷹"と"暁" ""Taka" to "Akatsuki"") 3. "Thứ còn sót lại" (遺されたもの "Nokosaretamono") 4. "Chìa khóa tương lai" (未来への鍵 "Mirai e no kagi") 5. "Dành cho Naruto" (ナルトに宛てて "Naruto ni atete") 6. "Đề nghị của Fukasaku" (フカサクの提案 "Fukasaku no teian") 7. "Truyền thụ tiên thuật...!" (仙術伝承! "Senjutsu Denshō!") 8. "Trận đánh ở hẻm núi Unrai!!" (雲雷峡の闘い!! "Unraikyō no tatakai!!") 9. "Bát Vĩ VS. Sasuke!!" (八尾VSサスケ!! "Hachibi VS Sasuke!!") 10. "Kinh hãi tột độ" (かつてない戦慄 "Katsutenai senritsu") |

| 1. "Sụp đổ" (崩落 "Hōraku") 2. "Con bò hung bạo" (暴れ牛 "Abare ushi") 3. "Sức mạnh mới!!" (新しき力!! "Atarashiki chikara!!") 4. "Truyền kì về Ninja quả cảm" (ド根性忍伝 "Dokonjō ninden") 5. "Raikage hành động!!" (雷影、動く!! "Raikage, ugoku!!") 6. "Tiên nhân Naruto!!" (仙人ナルト!! "Sennin Naruto!!") 7. "Tấn công!!" (襲来!! "Shūrai!!") 8. "Chiến trường làng Lá!!" (戦場、木ノ葉!! "Senjō, Konoha!!") 9. "Triệu tập Naruto!!" (ナルトを呼び戻せ!! "Naruto o yobimodose!!") 10. "Kakashi VS. Pain!!" (カカシVSペイン!! "Kakashi VS Pein!!") |

| 1. "Năng lực của Thiên Đạo!!" (天道の能力!! "Tendō no nōryoku!!") 2. "Quyết định!!" (決断!! "Ketsudan!!") 3. "Hatake Kakashi" (はたけカカシ) 4. "Naruto và làng Lá" (ナルトと木ノ葉!! "Naruto to Konoha!!") 5. "Gặp lại" (再会 "Saikai") 6. "Đối thoại" (対談!! "Taidan!!") 7. ""Nỗi đau"" (傷みを "Itami o") 8. "Naruto trở về!!" (ナルト帰還!! "Naruto kikan!!") 9. "Cơn thịnh nộ của Naruto!!" (ナルト大噴火!! "Naruto daifunka!!") 10. "Rasenshuriken tái xuất!!" (螺旋手裏剣再び!! "Rasenshuriken futatabi!!") |

| 1. "Tiên thuật cạn kiệt...!?" (仙術失敗...!? "Senjutsu shippai...!?") 2. "Naruto VS. Thiên Đạo!!" (ナルトVS天道!! "Naruto VS Tendō!!") 3. "Vạn Tượng Thiên Dẫn!!" (万象天引 Banshō Ten'in) 4. "Hòa bình" (平和 "Heiwa") 5. "Lời bộc bạch" (告白 "Kokuhaku") 6. "Phong ấn bị phá bỏ!!" (封印破壊!! "Fūin hakai!!") 7. "Địa Bộc Thiên Tinh" (地爆天星 "Chibaku Tensei") 8. "Đối thoại với Đệ Tứ!!" (四代目との会話!! "Yondaime to no kaiwa!!") 9. "Rasenshuriken VS. Thần La Thiên Chinh!!" (螺旋手裏剣VS神羅天征!! "Rasenshuriken VS Shinra Tensei!!") 10. "Mạo hiểm lần cuối!!" (最後の賭け!! "Saigo no kake!!") |

| 1. "Đối mặt!!" (対面!! "Taimen!!") 2. "Câu trả lời" (答 "Kotae") 3. "Bá chủ thế giới" (世界の天辺 "Sekai no teppen") 4. "Chỉ muốn bảo vệ hai người họ" (ただ二人を守もりたい "Tada futari o mamoritai") 5. "Tin tưởng" (信じる "Shinjiru") 6. "Kỉ vật" (形見...!! "Katami...!!") 7. "Đóa Hoa Kỳ vọng" (希望の花 "Kibō no Hana") 8. "Ngôi làng chào đón!!" (歓呼の里!! "Kanko no sato!!") 9. "Xử lí Sasuke" (サスケの処分!! "Sasuke no shobun!!") 10. "Tiếp cận Danzo!!" (ダンゾウに迫る!! "Danzō ni semaru!!") 11. "Đêm trước hội đàm Ngũ Kage" (五影会談前夜...!! "Gokage kaidan zen'ya...!!") |